# Sany
A Sany Group é uma empresa de engenharia com sede em Changsha, na China. A empresa começou em 1989 como uma pequena fábrica de materiais de solda. O foco principal do grupo e na área de máquinas de construção, especificamente bombas de concreto em grande escala, incluindo escavadeiras, guindastes e turbinas eólicas. 
A empresa é a maior fabricante de máquinas para concreto do mundo e foi incluída no ranking das “Top 50 Fabricantes Globais de Máquinas de Construção”. Durante os anos ela cresceu em uma corporação global com cinco parques industriais na China e com bases de produção nos Estados Unidos, Alemanha, Índia e Brasil. Sany tem se tornado a primeira empresa listada entre as melhores do mundo 500 empresas de máquinas da China a indústria de construção. Atualmente Sany emprega cerca de 70,000 pessoas em mais de 150 países. 
Em 2010, as receitas de vendas da Sany totalizaram 50 bilhões de Renminbi.
Em 21 de Janeiro 2012 foi anunciado de que a companhia alemã Putzmeister, um dos grandes fornecedores de máquinas para construção civil e obras públicas, vai ser vendida a Sany por cerca de 500 milhões de euros.
No Brasil até 2013, a empresa terá uma fábrica no Estado de São Paulo, investimento de US$ 200 milhões, sendo que atualmente possui uma unidade de montagem com capacidade para produção de 700 equipamentos ao ano. A previsão de faturamento para 2011 é de R$ 255 milhões.

## Operação no Brasil
A Sany inaugurou em 2011 uma fábrica em São José dos Campos, no Vale do Paraíba. Inicialmente operando em um galpão de 10.000 m², montando escavadeiras em regime CKD (com todos os componentes importados da China), ampliando meses depois para produção de guindastes no mesmo sistema de montagem.
Em abril de 2011,  a empresa anunciou projeto de instalação de sua fábrica em Jacareí, também no Vale do Paraíba. A estimativa era que em 2013 a fábrica estivesse já operando, mas devido a atrasos no projeto e a crise econômica, foi postergada para 2014.
Em julho de 2014, foi oficialmente assinado o acordo junto ao Governo de São Paulo para o início das obras da fábrica, fato esse que aconteceu em setembro de 2015, quando foi lançada a pedra fundamental para sua construção, encerrada em outubro de 2017. No final do mesmo ano, a fábrica de Jacareí foi oficialmente inaugurada e começou a operar na produção de escavadeiras e máquinas pesadas com peças nacionalizadas.